# ロマン・カチャーノフ
ロマン・カチャーノフ（Роман Качанов、Roman Kachanov、1921年2月25日 - 1993年7月4日）は、ロシアのスモレンスク出身の、主にソビエト連邦時代に活躍していたアニメーション監督、脚本家。コマ撮りによる人形アニメーションを得意とする。

## 略歴
1938年にスモレンスクの美術学校を卒業後、モスクワに本拠地を置く国営映画スタジオソユーズムリトフィルム（Союзмультфильм、Soyuzmultfilm）のアニメーション・コースに入り1946年に修了。1947年から10年間はソユーズムリトフィルムで働き、イワン・イワノフ・ワノなどの下で助監督を務める。
1958年にアナトーリ・カラノーヴィチと共同製作の『老人と鶴』（Старик и журавль）を発表し、人形アニメーションの監督としてデビュー。1959年の『恋する雲』（Влюблённое облако）ではブカレストの映画祭などで受賞した。この2つの作品の経験と成功により、助手的な仕事からは解放され、映画制作者となる。ソユーズムリトフィルムで育てた後輩には、カチャーノフ同様、後に世界的に評価されることとなるユーリ・ノルシュテインなどがいる。
コマ撮りを駆使して、繊細な情感を表した人形アニメーションを作り続けた。『ミトン』『ママ』など一部の作品において、発表当時のロシアの世相（カギっ子など）を意図的に要素の一つとして加えているものの、作品群はいずれも国際的な評価を受け続けている。また、ロシア国内外問わず、カチャーノフ以前の人形アニメが民話的なファンタジーものが大半だったのに対し、『ママ』など都市生活者の視点を描いている。
1975年以降、国の政策体制の変更から所属スタジオの制作機会が減り、主に外部からの持ち込み企画であったセルアニメを手掛けるようになる。『最後の花びら』（1977）や『第三惑星の秘密』（1981年）は比較的知られており、特に『第三惑星の秘密』は奇妙なデザインの生物やロボットが大挙して登場するSF長編作である。
代表作は、『ミトン』(1967年)、『レター』（1970年）、『ママ』（1972年）、『チェブラーシカ 』シリーズ（1969年、1971年、1974年、1983年）など。
後輩、そして弟子であるユーリ・ノルシュテインは、「チェブラーシカ」ではワニの『ゲーナ』を担当（ちなみにゲーナの声を担当したのは、やはりアニメーション作家のガリ・バルディンである）。また、ノルシュテイン作品「アオサギと鶴」では脚本を担当している。
ノルシュテインは、師としても人間としてもカチャーノフを非常に尊敬しており、カチャーノフ死後のインタビューでも「私の中で生き続けている」と語っている。また、ノルシュテインが修行していた頃、カチャーノフは何か面白いことを思いつくと必ずノルシュテインのところに来て話し、「良いことを思いついただろう」と言って「ううむ、思いつきましたね」と反応を見た後、今度は別のスタッフたちに話しに行ったという。ノルシュテイン曰く「とても鷹揚で何でも差し出してしまう人。そして、人の嫉妬というものは受け付けなかった。何故かというと、嫉妬のしようがないほどとても水準が高かった。」「信じられないくらい喜びに満ちた人で、機知に富んでいた。」という。
1967年に生まれた同姓同名の息子も1980年代後半から映画監督・脚本家として活動している。息子との混同を避けるために、ロマン・アベルビッチ・カチャーノフ (Роман Абелевич Качанов、Roman Abelevich Kachanov）やロマン・カチャーノフ・シニア（Roman Kachanov Sr.）と呼ばれることもある。

## 作品リスト
- 老人と鶴 Старик и журавль（1958年）
- 恋する雲 Влюблённое облако（1959年）
- ミトン Varezhka（1967年。日本語題は「手袋」とも）
- レター Pismo（1970年。日本語題は「手紙」とも）
- ママ Мама（1972年）
- チェブラーシカ シリーズ（1969年、1971年、1974年、1983年）
- オーロラ Аврора（1973年）
- 最後の花びら Последний лепесток（1977年） － セルアニメ作品
- 第三惑星の秘密 Тайна третьей планеты（1981年） － セルアニメ作品